# Jindřich Metelka
Jindřich Metelka (11. srpna 1854 Svémyslice – 9. září 1921 Praha) byl český středoškolský profesor, kartograf a politik. Poslanec Říšské rady a Revolučního národního shromáždění. Zasazoval se o české menšiny v pohraničí severozápadních Čech.

## Život

### Odborná a veřejná činnost
Narodil se ve Svémyslicích u Brandýsa nad Labem. Na pražské univerzitě studoval geografii a historii a v roce 1883 získal titul doktora filozofie. Od roku 1885 učil zeměpis na c. k. státní reálce v Praze v Ječné ulici, kde byl dekretem školní rady z 31. srpna roku 1888 jmenován řádným profesorem.
V odborné činnosti se profiloval především jako kartograf, který cestoval po Evropě, Asii i Africe a je autorem několika prací z této oblasti. V roce 1894 se podílel na založení české zeměpisné společnosti (pod názvem Česká společnost zeměvědná) a stal se jejím tajemníkem. V rámci společnosti se stal jedním z prvních redaktorů Sborníku České společnosti zeměvědné, který pod různými názvy vychází do současnosti. Podnítil rovněž vznik ediční řady Knihovny České společnosti zeměpisné, která vydávala rozsáhlejší odborné práce. Již v roce 1892 vyšla Metelkova studie O Komenského mapě Moravy a v roce 1895 pojednání O mapě kardinála Mikuláše Cusy z prostředka XV. století. Základem jeho odborné práce však byla redakce českého atlasu světa (Ottův zeměpisný atlas), pro jehož úvod napsal dějiny kartografie. Na tomto díle pracoval od roku 1900, konečného vydání v roce 1924 se však již nedožil.
Zastal se oproti kritice od Františka Palackého díla Václava Hájka z Libočan. Faktické omyly přičítal nikoliv Hájkově fabulaci ale dobovému nedostatku jasných pramenů. Metelka měl nabídnutu habilitaci na profesora, ale z neznámých důvodů (jak uvádí jeho nekrolog) z toho sešlo.
Druhou oblastí, ve které byl Jindřich Metelka činný, byly národnostní poměry české menšiny v pohraničí. Významná byla především jeho podpora v úsilí o zakládání českých škol. Byl členem sboru Matice české. V roce 1909 usedl do výboru Ústřední matice školské a roku 1912 se stal jejím předsedou.

### Politická činnost
Politicky aktivní byl již za Rakouska-Uherska. Angažoval se v Národní straně svobodomyslné (mladočeské). V roce 1909 se stal poslancem Říšské rady (celostátní parlament), kam byl zvolen za okrsek Čechy 004 (Praha-Nové Město). Nastoupil 7. května 1909 místo Karla Černohorského jako společný kandidát všech stran. Usedl do poslanecké frakce Český klub. Ve vídeňském parlamentu setrval do konce funkčního období sněmovny, tedy do roku 1911.
Působil i jako poslanec Českého zemského sněmu, kam byl zvolen v doplňovacích volbách v prosinci 1911 v městské kurii za obvod Mnichovo Hradiště, Turnov, Bělá pod Bezdězem. Byl kandidátem mladočechů. Zemský sněm se ale v té době kvůli trvalým česko-německým obstrukcím již fakticky nescházel ve svém plénu a roku 1913 byl rozpuštěn.

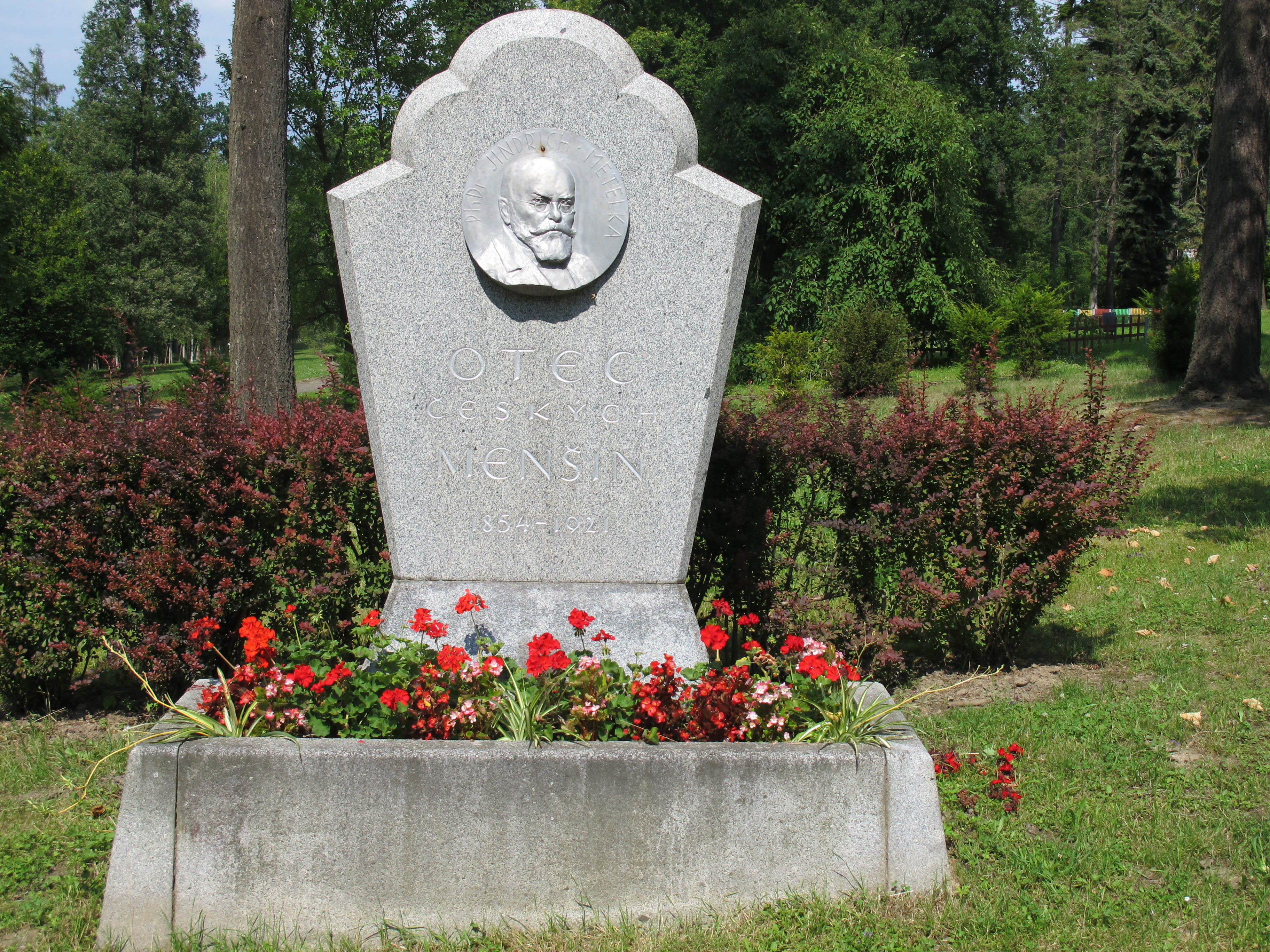
Pomník J. Metelky v Metelkových sadech v Turnově.

Roku 1901 ho zemský výbor vyslal do zemské školní rady. Ve své politické činnosti se zaměřil na pomoc českému obyvatelstvu v severočeském pohraničí, zejména na Teplicku. Během 1. světové války byl činný v protirakouském odboji. Od roku 1917 se podílel na činnosti radikálního listu Národ, který se vymezoval proti linii Národních listů, v té době loajálních vůči Rakousku-Uhersku. V květnu 1917 byl zvolen předsedou výkonného výboru mladočeské strany.
Po vzniku samostatného Československa se stal poslancem Revolučního národního shromáždění Republiky československé za Českou státoprávní demokracii, respektive za z ní vzniklou Československou národní demokracii. Jako poslanec Revolučního národního shromáždění prosadil menšinový školský zákon z 3. dubna 1919, který podpořil zakládání českých škol v převážně etnicky německém pohraničí a který byl terčem ostrého nesouhlasu tamních Němců. V roce 1918 se stal zemským školním radou.

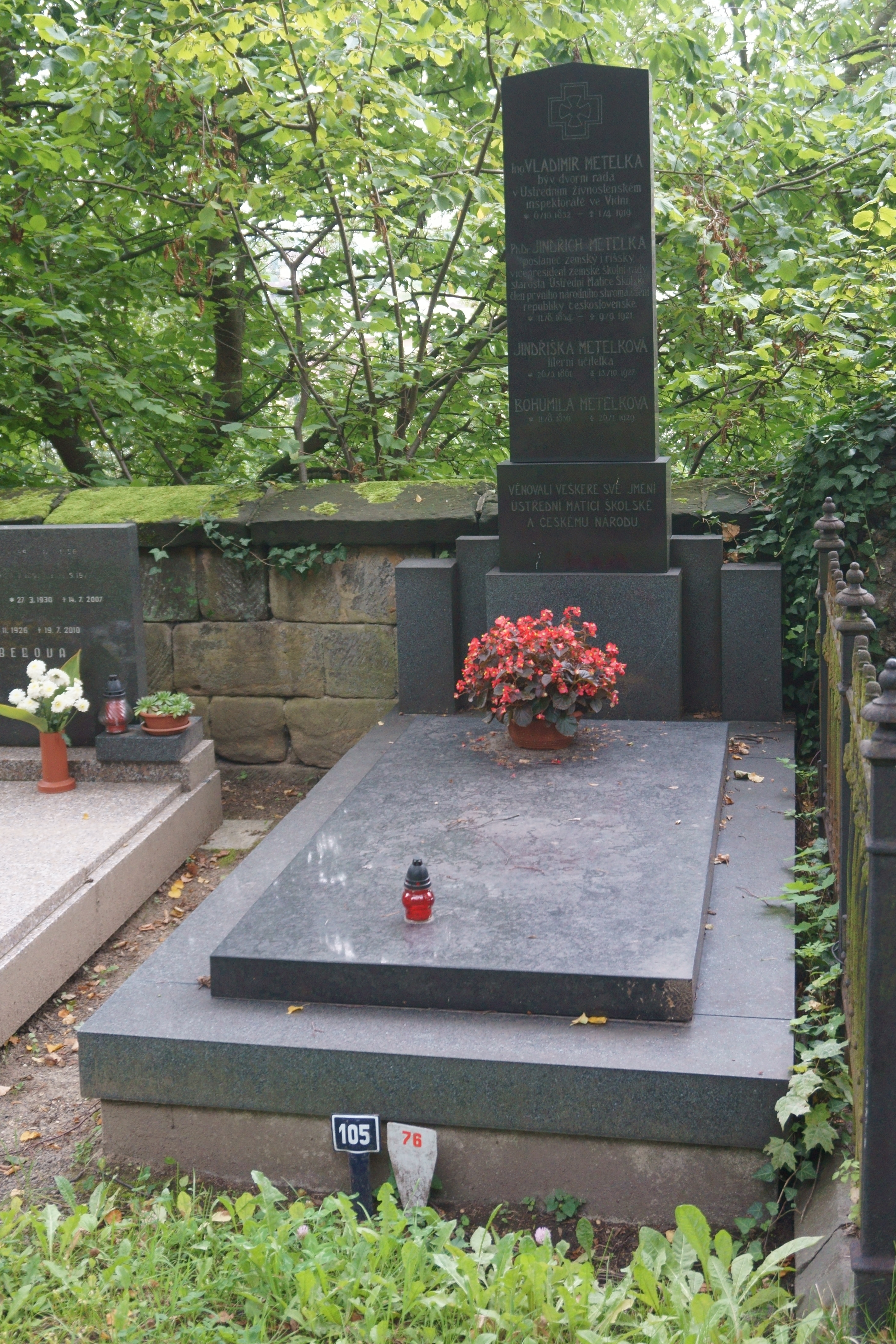
Metelkův hrob v Turnově

Zemřel svobodný a bezdětný v Praze 9. září 1921 a je pochován v Turnově. Jeho jméno nese i Základní škola na Metelkově náměstí v Teplicích.

## Dílo
- B. Kozenna Zeměpisný atlas pro střední školy, Metelka připravil českou verzi atlasu v jeho 12. – 15. českém vydání (1890 – 1919)[14]